# بیریو (کومون)
بیریو (به فرانسوی: Birieux) یک کمون در فرانسه است که در canton of Villars-les-Dombes واقع شده‌است.

## خصوصیات
بیریو ۱۵٫۸۳ کیلومترمربع مساحت و ۲۳۰ نفر جمعیت دارد و ۲۸۵ متر بالاتر از سطح دریا واقع شده‌است.